# Fard

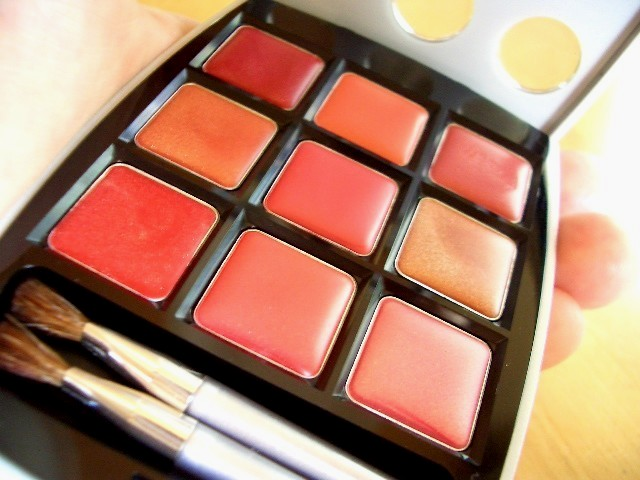
Una trousse contenente varie tonalità di fard.

Il fard, detto anche belletto, è un cosmetico utilizzato per dare colore al viso, dando l'effetto di un aspetto più giovane. applicato usando un pennello
Storicamente, si sa che il fard veniva utilizzato già nell'antico Egitto. Esso veniva applicato anche sulle labbra, con lo stesso scopo con cui oggi si utilizza il rossetto, indifferentemente sia dalle donne che dagli uomini. Negli anni dell'Inghilterra vittoriana, colorarsi il viso era considerato sinonimo di bassa moralità, ed è riportato che le donne usassero pizzicarsi le guance (e mordersi le labbra) per farle apparire più rosse.
Diversi componenti vengono utilizzate nella creazione del fard. Nell'antica Grecia per esempio venivano usati ingredienti naturali, come i gelsi schiacciati, mentre altri elementi piuttosto comuni sono stati il succo delle barbabietole rosse e fragole schiacciate.
Al giorno d'oggi, il fard generalmente consiste di polvere a base di talco colorata, che viene applicata con un pennello sulle guance. La colorazione del talco è ottenuta o da sostanze vegetali, estratte dai petali dello zafferanone, o da una soluzione di carminio in idrossido di ammonio e acqua di rose, profumata con oli essenziali.
Una variante del fard è la schnouda, che invece di essere polvere, è una schiuma.
Negli ultimi anni il prodotto è inoltre disponibile sul mercato nella formulazione liquida.